# Johnny Whitaker
Ne doit pas être confondu avec John Whitaker.
Pour les articles homonymes, voir Whitaker.
John Orson Whitaker, Jr, dit Johnny Whitaker, est un acteur américain, né le 13 décembre 1959 à Los Angeles en Californie. Il est connu pour avoir interprété plusieurs personnages pendant son enfance, tels que Jody Davis dans la série télévisée Cher oncle Bill (Family Affair, 1966-1971), Scotty Baldwin dans Hôpital central (General Hospital, 1965) et Tom Sawyer dans le film musical Tom Sawyer (1973).

## Biographie

### Enfance
Johnny Whitaker est né dans le quartier de Van Nuys de Los Angeles en Californie, le cinquième des huit enfants de Thelma et John O. Whitaker, Sr.

## Filmographie

### Films
- 1966 : Les Russes arrivent (The Russians Are Coming, the Russians Are Coming) de Norman Jewison : Jerry Maxwell
- 1972 : Les Aventures de Pot-au-Feu (The Biscuit Eater) de Vincent McEveety : Lonnie McNeil
- 1972 : Napoléon et Samantha (Napoleon and Samantha) de Bernard McEveety : Napoléon
- 1972 : 3 Étoiles, 36 Chandelles (Snowball Express) de Norman Tokar : Richard Baxter
- 1973 : Tom Sawyer de Don Taylor : Tom Sawyer
- 2013 : A Talking Cat!?! de David DeCoteau : Phil

### Téléfilms
- 1966 : And Baby Makes Three de Richard Crenna : Freddy
- 1969 : The Littlest Angel de Joe Layton : Michael
- 1972 : La Chose (Something Evil) de Steven Spielberg : Stevie Worden
- 1973 : Mystery in Dracula's Castle de Robert Totten : Alfie
- 2011 : Growing Up Normal de James Pinchak : Craig Peterson
- 2016 : The Wrong Child de David DeCoteau : M. Haight
- 2016 : Un mari en cadeau de Noël (A Husband for Christmas) de David DeCoteau : le père-Noël

### Séries télévisées
- 1965 : Hôpital central (General Hospital) : Scotty Baldwin
- 1965 : Slattery's People : Douglas Styx (saison 1, épisode 20 : Question: Is Democracy Too Expensive This Year?)
- 1966-1971 : Cher oncle Bill (Family Affair) : Jonathan 'Jody' Patterson-Davis (138 épisodes)
- 1967 : Gunsmoke : Shem Todd (saison 12, épisode 22 : The Returning)
- 1968 : Bonanza : Timmy Carter (saison 9, épisode 26 : A Dream to Dream)
- 1969 : Ranch L (Lancer) : Andy Jack Sickles (saison 1, épisode 24 : Child of Rock and Sunlight)
- 1969 : Ma sorcière bien-aimée (Bewitched) : Jack (saison 6, épisode 1 : Sam and the Beanstalk)
- 1969 : Le Virginien (The Virginian) : Hoot Callahan (saison 8, épisode 6 : The Runaway)
- 1970 : Les Arpents verts (Green Acres) : Dinky Watson / Willie (2 épisodes)
- 1970 : To Rome with Love : Jody Davis (saison 2, épisode 4 : Roman Affair)
- 1971 : Gunsmoke : Willie Hubbard (2 épisodes)
- 1971 : Docteur Marcus Welby (Cross-Match) : Ricky Perino (saison 3, épisode 15 : Cross-Match)
- 1973 : Le Monde merveilleux de Disney (The Wonderful World of Disney) : Alfie Booth (2 épisodes)
- 1973 : Auto-patrouille (Adam-12) : Eddie Roberts (saison 6, épisode 11 : Northwest Division)
- 1973-1974 : Sigmund and the Sea Monsters : Johnny Stuart (29 épisodes)
- 1975 : Mobile One : Tommy Johnson (saison 1, épisode 12 : Murder at Fourteen)
- 1977 : Mulligan's Stew : Mark Mulligan (saison 1, épisode 1 : Pilot)
- 1979 : Insight (saison 1, épisode 820 : The One's for Dad)
- 1985 : Flics à Hollywood (Hollywood Beat) : le facteur (saison 1, épisode 14 : Out in the Cold)
- 1998 : Beyond Belief: Fact or Fiction : Judd (Deer Hunters)
- 2002 : Family Affair : Kevin (saison 1, épisode 11 : Holiday Fever)
- 2015 : The Comeback Kids : lui-même (saison 1, épisode 9 : Child Star Support Group Part 2)
- 2016-2017 : Sigmund and the Sea Monsters : Zach (5 épisodes)

## Doublage

### Films
- 1975 : Le Petit Cheval bossu (Конёк-Горбуно́к)  de Ivan Ivanov-Vano : Ivan
- 2013 : A Talking Pony!?! de David DeCoteau : Horatio
- 2014 : Knock 'em Dead de David DeCoteau : Jack